# Novosoloșîne, Orihiv
Novosoloșîne (în ucraineană Новосолошине) este un sat în comuna Mîkilske din raionul Orihiv, regiunea Zaporijjea, Ucraina.

## Demografie
Componența lingvistică a localității Novosoloșîne
     Ucraineană (95,59%)
     Rusă (3,68%)
     Alte limbi (0,74%)
Conform recensământului din 2001, majoritatea populației localității Novosoloșîne era vorbitoare de ucraineană (95,59%), existând în minoritate și vorbitori de rusă (3,68%).